# Karl Werner Kieffer
Karl Werner Kieffer (* 30. November 1912 in Stafford, England; † 15. April 1995) war Vorstandsvorsitzender bei Pfaff und begründete die heutige „Stiftung Ökologie & Landbau“.
Karl Werner Kieffer studierte Wirtschaftsingenieurwesen an der Technischen Universität Berlin und schloss als Diplom-Ingenieur ab. Er wurde Mitarbeiter der G. M. Pfaff AG (heute: Pfaff Industriesysteme und Maschinen AG) und war dort über zwei Jahrzehnte tätig, unter anderem als Vorstandsmitglied und Vorstandsvorsitzender. 1973 zog er sich in den Aufsichtsrat der Pfaff AG zurück.
Karl Werner Kieffer war bis zu seinem Tod mit Dagi Kieffer (1925–2021) verheiratet. Aus der Ehe gingen vier Kinder hervor.

## Stiftung Ökologie & Landbau
1961 gründete Kieffer aus seinem Privatvermögen die „Georg Michael Pfaff Gedächtnisstiftung“ im Gedenken an den Firmengründer der Pfaff AG. Die Stiftung befasste sich in den ersten Jahren hauptsächlich mit der Förderung von Bildung und Gesundheit. Ab den 1970er Jahren verlegte Kieffer seine Tätigkeit immer stärker in die Stiftung. Angeregt von einem offenbar sehr beeindruckenden Vortrag von Ernst Friedrich Schumacher initiierte Kieffer 1975 die „Stiftung Ökologischer Landbau“ und die „Stiftung Mittlere Technologie“; Anfang 1991 wurden alle drei Stiftungen mit Sitz in Bad Dürkheim zur heutigen Stiftung Ökologie & Landbau (SÖL) zusammengelegt. Unter Kieffers Leitung war der Schwerpunkt der SÖL neben der Projektförderung – später auch der Abwicklung eigener Projekte – die Herausgabe von Publikationen in den Bereichen ökologischer Landbau, gesunde Ernährung und Umweltschutz.
In Erinnerung an ihren Stiftungsgründer verleiht die SÖL seit 1996 den Karl-Werner-Kieffer-Preis.
Karl Werner Kieffers Schwerpunkt in der Stiftung lag neben der Stiftungsleitung auf den Themenkomplexen mittlere Technologie und Biolandbau. Das Konzept und die Notwendigkeit einer mittleren Technologie erläuterte er auf Vortragsreisen sehr unterschiedlichen gesellschaftlichen Kreisen. Daneben setzte er sich in Publikationen und Beiträgen mit der Notwendigkeit von Veränderungen im Bereich von Wirtschaft und Technik auseinander.

## Auszeichnungen
- 1977 verlieh die Theodor-Heuss-Stiftung ihren Preis an Kieffer für seinen Einsatz für die ökologische Verantwortung, insbesondere von Wirtschaftsunternehmen.
- 1988 erhielten Karl Werner Kieffer und seine Frau Dagi die Bodo-Manstein-Medaille des Umweltverbands BUND für ihre vielfältigen Aktivitäten für den Ökologischen Landbau.
- 1990 wurde ihm der Umweltpreis der Zeitschrift Vital übergeben.

## Sonstiges
Karl Werner Kieffer gründete 1969 den „Freundeskreis der Universität Kaiserslautern e.V.“ und blieb bis 1980 dessen Vorsitzender.